# زیارتگاه سخی
سخی شاهِ‌مردان‌ یا زیارتگاه سخی زیارتی در افغانستان واقع در منطقهٔ کارته سخی شهر کابل است. به سبب نگه‌داشتن خرقه پیامبر اسلام به مدت ۸ ماه و قدمگاه امیرالمؤمنین علی بن ابیطالب امام اول شیعیان و خلیفه چهارم اهل سنت، احمدشاه ابدالی دستور ساخت این زیارت را داد اما ساختمان کنونی آن توسط حیات بیگم مادر امان‌الله‌شاه احداث گردید. زیارتگاه سخی در پای تپه آسمائی قرار دارد که امروزه به تپه تلویزیون معروف است. در شمال و غرب آن قبرستان سخی قرار دارد و حیات بیگم مادر امان‌الله خان در آن مدفون است..

حرفه پیامبر اسلام به مدت ۷۲ سال در بدخشان بود. در سال ۱۱۸۱ ولی‌الله‌خان اعتمادالدوله بدستور احمدشاه درانی حرفه را بسوی قندهار فرستاد. گفته می‌شود حرفه مذکور بین ۴۰ روز الی ۸ ماه در مکان کنونی زیارتگاه سخی نگه‌داشته شده‌بود.

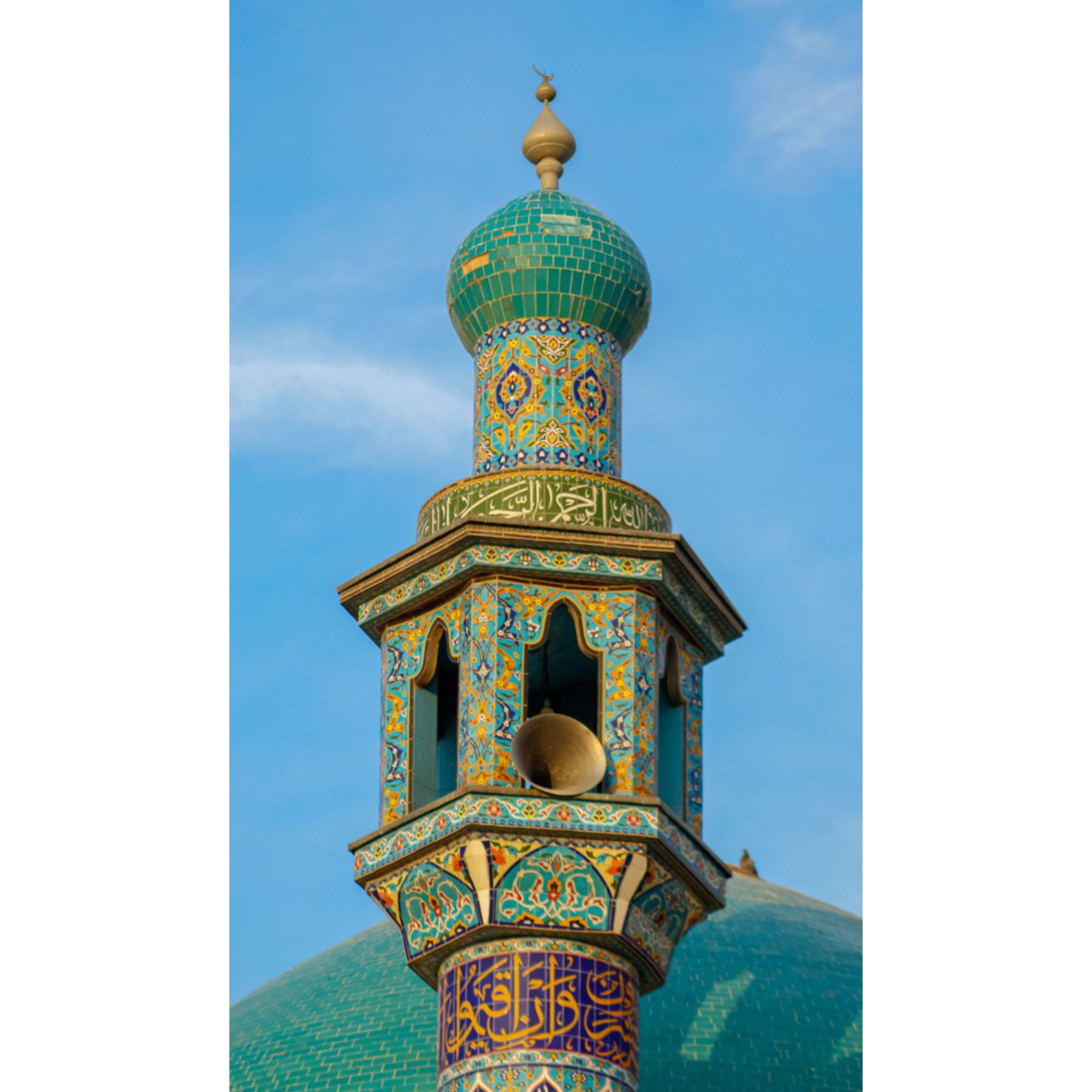
مناره زیارتگاه سخی، معماری سبک پسا مدرن اسلامی

پس از چند روز صوفیان حامل حرفه در خواب دیدند که مرد سبزپوشی شمشیرش را بر سنگی گذاشته و کنار حرفه نماز گذاشت. از وی پرسیدند کیستی، گفت علی شاه مردان. فردای آن روز صوفیان سنگ را دونیم شده یافتند و آنرا سنگ ذولفقار نام نهادند. این سنگ اکنون در شمال غربی این زیارتگاه قرار دارد. وقتی خبر به احمدشاه ابدالی رسید، او دستور احداث زیارتگاه، چاه آب و غرس درختان در منطقه مذکور را داد.

در سال ۱۲۹۸، حیات بیگم مادر امان‌الله‌شاه به سبب پیروزی جنگ سوم افغان و انگلیس و استقلال افغانستان، گنبدی دیگری بر زیارتگاه افزود و ساختمان کنونی آنرا بنا کرد.

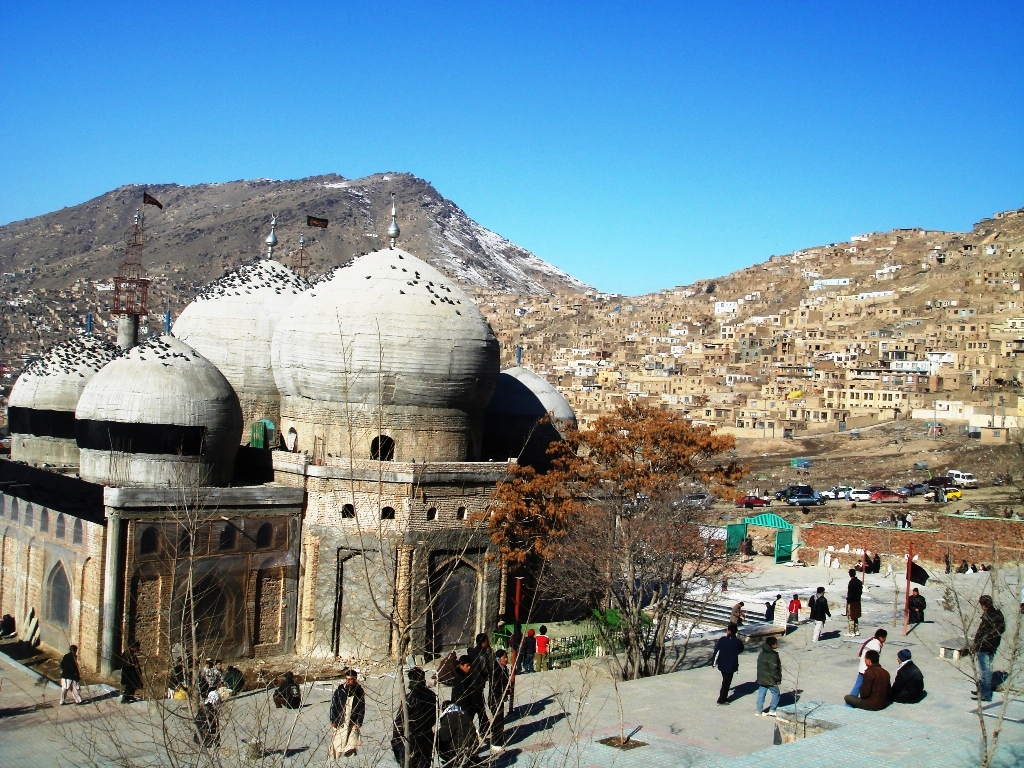
بازسازی زیارتگاه

اکنون هر ساله در جشن نوروز پرچمی در این زیارتگاه سخی در حضور مقامات دولتی برافراشته می‌شود و الی ۴۰ روز برافراشته می‌ماند.